# Porpax jerdoniana
Porpax jerdoniana är en orkidéart som först beskrevs av Robert Wight, och fick sitt nu gällande namn av Robert Allen Rolfe. Porpax jerdoniana ingår i släktet Porpax och familjen orkidéer. Inga underarter finns listade i Catalogue of Life.